# Baila (sexy thing)
Baila (sexy thing) is een single van Zucchero. De single werd in vele landen uitgebracht, maar werd alleen een commercieel succes in Italië en Zwitserland. In Nederland en België behaalde het noteringen in de onderste regionen van de hitparades. In 2006 volgde een heruitgave, toen het lied te horen was geweest in de film Les Bronzés 3: Amis pour la vie. Zucchero zong het toen in duet met de Mexicaanse muziekgroep Maná. Die versie verkocht met name goed in Frankrijk, waar het de eerste plaats haalde. Zwitserland schoof opnieuw aan, net als Wallonië, waar het een derde plaats haalde. Het origineel bleef in 2001 aldaar steken op plaats 18.
De B-kant van de cd-single was van land tot land verschillend.

## Hitnotering
De belangstelling vanuit Nederland was gering. De Nederlandse Top 40 werd niet gehaald. De single top 100 wel.

### NederlandseSingle Top 100
| Positie: | 99 | 94 | 90 | uit |

### BelgischeBRT Top 30
| Positie: | 25 | 23 | 20 | 18 | 18 | 20 | 17 | 13 | 21 | 29 | 30 | 30 | 30 | uit |

### VlaamseUltratop 50
| Positie: | 38 | 36 | 35 | 26 | 26 | 32 | 25 | 23 | 26 | 34 | 39 | 40 | 43 | uit |

### Radio 2 Top 2000
| Nummer met noteringen in de NPO Radio 2 Top 2000 | '09  | '10  | '11  |
| ------------------------------------------------ | ---- | ---- | ---- |
| Baila (sexy thing)                               | 1987 | 1827 | 1911 |

1. ↑  Een vetgedrukt getal geeft de hoogste notering aan.
2. ↑  2009 was het eerste jaar met een notering voor dit nummer.
3. ↑  Deze tabel is bijgewerkt tot en met de laatste editie (2024).